# Glee: The Music, The Graduation Album

Glee: The Music, The Graduation Album est la huitième bande-originale issue de la série Glee. Elle est sortie le 15 mai 2012 aux États-Unis. 

## Liste des titres
1. We Are Young (Fun) (Finn Hudson, Rachel Berry, Santana Lopez, Tina Cohen-Chang, Quinn Fabray, Sam Evans et les New Directions reformés) (4:09)
2. The Edge of Glory (Lady Gaga)  (Les Troubletones, Tina Cohen-Chang et Quinn Fabray) (4:22)
3. I Won't Give Up (Jason Mraz) (Rachel Berry) (4:01)
4. We Are the Champions (Queen)  (Rachel Berry, Finn Hudson, Kurt Hummel, Noah Puckerman, Santana Lopez, Quinn Fabray et les New Directions) (3:12)
5. School's Out (Alice Cooper) (Noah Puckerman) (3:22)
6. I Was Here (Beyonce)  (Rachel Berry)  (3:58)
7. I'll Remember (Madonna)  (Kurt Hummel)  (4:13)
8. You Get What You Give (New Radicals)  (Rachel Berry, Kurt Hummel, Mike Chang, Quinn Fabray, Mercedes Jones, Santana Lopez, Noah Puckeman et Finn Hudson)  (4:45)
9. Not the End (The So Manys)  (Finn Hudson)  (3:29)
10. Roots Before Branches (Room For Two)  (Rachel Berry et Finn Hudson)  (4:20)
11. Glory Days (Bruce Springsteen)  (Noah Puckerman)  (3:32)
12. Forever Young (Rod Stewart)  (Will Schuester)  (3:54)
13. Good Riddance (Time Of Your Life) (Green Day)  (Finn Hudson et Blaine Anderson)  (2:31)